# María Soriano de Montañés
María Soriano de Montañés   (Salamanca, p. segle XIX - Madrid, 17 de febrer de 1865) va ser una cantant i actriu d'òpera i sarsuela espanyola.
Hom afirma que va distingir-se com a cantant en la seva joventut al Teatre de la Cruz de Madrid. Considerada inicialment una actriu de segon ordre, va recórrer teatres de diverses províncies espanyoles i de teatres de segon ordre de Madrid cantant òperes, acompanyada pel seu espòs, Joaquín Montañés, amb qui va tenir dues filles: les sopranos Adelaida i Consuelo Montañés. Va actuar al Teatre de Varietats i al Teatre de Buenavista, en aquest en la mateixa companyia que Carlota Villó i Mercedes Aznar, a la segona meitat de la dècada del 1840. Des del moment de l'aparició del gènere de la sarsuela s'hi va vincular, interpretant principalment els personatges caricaturescos, sent una de les primeres actrius que es va distingir en aquesta mena d'interpretacions. Hom afirma que a vegades pecava d'exagerada quan actuava, però que quan l'encertava era perfecte per als caricaturescos. Va estrenar fins a 35 sarsueles i va continuar actuant fins a la seva mort sense que se li ressentís la veu. El dramaturg Luis de Olona va escriure molts papers en les seves obres per a Soriano. Segons Saldoni, va aconseguir ser molt aplaudida i estimada pel públic madrileny. La seva mort va succeir a Madrid el 17 de febrer de 1865, i va ser enterrada a l'església sagramental de Sant Nicolau de Bari.